# Cold Lake (cité)
Cold Lake est une cité en Alberta, au Canada. Située au bord du Lac Cold, c'est la plus grande ville du centre-est de l'Alberta. Au recensement de 2006, on y dénombre une population de 11 991 habitants.
S'y trouve BFC Cold Lake, la plus grande base aérienne en superficie des Forces canadiennes, avec quatre escadrons, dont le 409e Escadron.
Au recensement de la population de 2006, la ville comptait près de 12 000 habitants, dont près d'un millier de Franco-Albertains et environ deux mille personnes bilingues (anglais-français). Une école francophone, l'École Voyageur, donne un enseignement en français aux élèves francophones.

## Démographie
| 2001   | 2006   | 2011   | 2016   |
| ------ | ------ | ------ | ------ |
| 11 520 | 11 991 | 13 839 | 14 961 |